# Baatarsuren Shuudertsetseg
En aquest nom mongol, el nom és «Shuudertsetseg» i «Baatarsuren» és un patronímic, no pas un cognom.
Baatarsuren Shuudertsetseg (en mongol, Баатарсүрэн Шүүдэрцэцэг; nascuda Baatarsuren Togtokhbayar, en mongol, Баатарсүрэн Тогтохбаяр) (Ulaanbaatar, 18 de gener de 1971) és una periodista, escriptora, cineasta i activista mongola. Ha rebut nombrosos premis literaris mongols, inclosos els premis Llibre destacat el 2007 per la seva novel·la Шүрэн бугуйвч (Polsera de corall). La seva novel·la del 2010 Домогт Ану хатан (La reina llegendària Anu) va ser nomenada Llibre Nacional de l'Any per a la Literatura mongola. El 2012 va escriure el guió per a produir i dirigir la versió cinematogràfica de Домогт Ану хатан, estrenada internacionalment com a La princesa guerrera.
A més de la seva carrera cinematogràfica i d'escriptora, Shuudertsetseg destaca pels seus esforços humanitaris. El 2008, el Comitè Organitzador d'Amnistia Internacional de Mongòlia va nomenar-la «Activista de Drets Humans de l'Any» per les seves contribucions a la igualtat de gènere i als drets humans. Forma part del consell d'administració internacional del Fons de les Dones Mongoles (MONES) i és membre del grup de dones d'Amnistia Internacional. El 1996, mentre treballava de reportera al diari Ардын эрх (La gent de la dreta), va ser nomenada Periodista de l'any per les seves històries sobre els drets dels nens.

## Joventut
Shuudertsetseg va néixer a Ulan Bator (Mongòlia) el 18 de gener de 1971. Va anar a l'escola pública primària 1, i després a l'Escola secundària Mustafa Kemal Atatürk (Escola pública 5), graduant-se el 1989. Va estudiar periodisme a la Universitat Estatal d'Irkutsk (Rússia), i després va cursar estudis de postgrau a la Universitat Nacional de Mongòlia a Ulan Bator, on es va graduar el 1995 amb un màster en periodisme.
Ella va començar a treballar com a periodista el 1995 en l'apartat Llei i crim al periòdic estatal Ардын эрх (Drets del poble). El 1996 va guanyar el premi Periodista de l'any per les seves històries sobre els drets dels nens. Es va convertir en portaveu del govern del Partit Demòcrata sota el primer ministre Mendsaikhan Enkhsaikhan el 1997, però després es va incorporar al centre de periodisme Anons com a directora un any més tard, el 1998. De 1999-2000 va ser directora executiva de la Unió de Periodistes de Mongolia. El 2001 es va convertir en editora de l'Алтан шар сонин (Diari Taronja Daurada). Va ser durant el seu mandat a Алтан шар сонин que va adoptar el pseudònim «Shuudertsetseg» (flor de rosada) basat en la recomanació del seu marit.

## Carrera
Shuudertsetseg va publicar la seva primera novel·la Хулан (Khulan) el 2003. Van seguir diverses novel·les populars, entre elles; Шүрэн бугуйвч (Polsera de corall, 2004), Э-майлаар илгээсэн захиа сарнай (Rosa enviada per correu electrònic), Үйсэн дээрх бичээс (Guió tallat a la fusta), Чимээгүй хашгираан (Crit de silenci), Цасан нулимс (Llàgrimes de neu), Зургадугаар сарын цас (Neu de juny), Сэтгэлийн анир (Pau espiritual), i Novels (Novel·les). Els seus primers treballs van tractar principalment temes de la identitat cultural i nacional mongola i les lluites entre els joves i adults que viuen a la Mongolia moderna.
El 2009, ella i la seva filla Amina van traduir El diari d'Anne Frank al mongol (Анне Франкийн өдрийн тэмдэглэл). Aquest mateix any va publicar una col·lecció de biografies sobre conegudes dones escriptores Дэлхийн алдартай эмэгтэй зохиолчид (Les millors escriptores del món).
Shuudertsetseg va començar a escriure ficció històrica, i el 2010 va publicar Домогт Ану хатан (La llegendària reina Anu), sobre la reina mongola Anu (segle xvii) del Kanat de Zungària, qui va dirigir tropes i va morir en la batalla deJao Modo el 1696. L'obra va tractar temes tractats en les seves obres anteriors, incloent-hi la importància de la família, l'apoderament de les dones i la identitat nacional. Va rebre el nom de Llibre Nacional de l'Any per a la Literatura mongola, i es va adaptar a l'escenari i es va interpretar al Teatre Acadèmic Nacional de Drama el març de 2011. Shuudertsetseg va adaptar La llegendària reina Anu com a llargmetratge de 2012. Va escriure el guió, va produir i dirigir Reina Anu. L'esperit guerrer, també titulat La princesa guerrera, que es va convertir en la pel·lícula mongola més cara que mai s'ha fet. Es va estrenar el gener de 2013 i es va convertir en una de les pel·lícules més importants de Mongòlia.
El 2015 va publicar una altra novel·la històrica Үүлэн хээтэй орчлон (Món amb forma de núvol) ambientada durant la lluita per la independència de Mongòlia a principis del segle xx.

## Treball humanitari
Shuudertsetseg és molt activa en la promoció de temes de drets humans, especialment la igualtat de gènere a Mongòlia. El 2008, el Comitè Organitzador d'Amnistia Internacional de Mongòlia la va nomenar «Activista de Drets Humans de l'Any» per la seva contribució a la igualtat de gènere i els drets humans. Ella forma part del consell d'administració internacional del Fons de Dones Mongoles (MONES) i és membre del grup de dones d'Amnistia Internacional. Va ser activista en el Moviment nacional femení per a la pau que va fer pressió pels drets de les dones al Parlament de Mongòlia mitjançant la redacció i el suport de la legislació sobre igualtat de drets de gènere. És partidària activa del Centre Nacional Mongol contra la Violència, que ajuda les nenes i dones joves víctimes de violència.
Molts dels esforços en arts literàries i visuals de Shuudertsetseg han destacat la igualtat de gènere i la igualtat de drets per a les dones. Els drets de les dones van ser el tema central a 180 Graus, un drama televisiu que va escriure i que va ser creat per la seva productora Shuuder Productions. El 3 de maig de 2008 va fer una presentació sobre Renaixement del feminisme a Mongòlia, en un cicle de conferències patrocinat per Amnistia Internacional a la Universitat estatal de Mongòlia. Ha col·laborat al Projecte 11Eleven, un documental que promou la comprensió intercultural en un món cada vegada més globalitzat, i ha aportat diversos articles sobre els drets de les dones, el biaix de gènere i la igualtat a mitjans de comunicació mongols i internacionals.

## Vida personal
Es va casar amb el periodista B.Boldkhuyag (Б.Болдхуяг) el 1991. Junts tenen tres filles; Amina, Ankhilmaa i Anima.